# Fanano
Fanano é uma comuna italiana da região da Emília-Romanha, província de Modena, com cerca de 2.930 habitantes. Estende-se por uma área de 89,92 km², tendo uma densidade populacional de 33 hab/km². Faz fronteira com Cutigliano (PT), Fiumalbo, Lizzano in Belvedere (BO), Montese, San Marcello Pistoiese (PT), Sestola.

## Demografia
| Variação demográfica do município entre 1861 e 2011                               |
|                                                                                   |
| Fonte: Istituto Nazionale di Statistica (ISTAT) - Elaboração gráfica da Wikipedia |